# Eleccions legislatives neerlandeses de 2017
Les eleccions legislatives neerlandeses de 2017 se celebraren el 15 de març de 2017, per a renovar els 150 membres de la Tweede Kamer mitjançant un sistema de llista de partit per representació proporcional.

## Resultats[1]
El Partit Popular per la Llibertat i la Democràcia (VVD) va perdre escons però va continuar sent el partit més gran, mentre que el Partit del Treball (PvdA) va viure una pèrdua massiva de vots i escons i no va aconseguir guanyar un sol municipi per primera vegada en la història del partit. El Partit per la Llibertat (PVV) va assolir el segon lloc, amb el Crida Demòcrata Cristiana (CDA), Demòcrates 66 (D66) i Esquerra Verda (GL) també augmentant el seu nombre d'escons.
Estava clar que es necessitarien almenys quatre socis per a una coalició amb majoria parlamentària, i amb Wilders al seu capdavant, tots els grans partits van descartar formar coalicions amb el PVV, i el van deixar fora de qualsevol possibilitat de formar part del següent govern i encara menys d'encapçalar-lo.
El VVD, D66, CDA i Unió Cristiana (CU) van acordar una coalició i el 26 d'octubre, el nou gabinet encapçalat per Mark Rutte es va instal·lar formalment 225 dies després de les eleccions, establint un rècord per a la formació de gabinet més llarga de la història.
| Partit                                                | 2012                   | 2012      | 2012   | 2017      | 2017       | 2017   | Diferència | Diferència |   |
| Partit                                                | # vots                 | %         | escons | # vots    | %          | escons | %-punt     | escons     |   |
| ----------------------------------------------------- | ---------------------- | --------- | ------ | --------- | ---------- | ------ | ---------- | ---------- | - |
| Partit Popular per la Llibertat i la Democràcia (VVD) | 2.504.948              | 26,58     | 41     | 2.238.351 | 21,29      | 33     | -5,29      | -8         |   |
| Partit per la Llibertat (PVV)                         | 950.263                | 10,08     | 15     | 1.372.941 | 13,06      | 20     | +2,98      | +5         |   |
| Crida Demòcrata Cristiana (CDA)                       | 801.620                | 8,51      | 13     | 1.301.796 | 12,38      | 19     | +3,87      | +6         |   |
| Demòcrates 66 (D66)                                   | 757.091                | 8,03      | 12     | 1.285.819 | 12,23      | 19     | +4,20      | +7         |   |
| Esquerra Verda (GL)                                   | 219.896                | 2,33      | 4      | 959.600   | 9,13       | 14     | +6,80      | +10        |   |
| Partit Socialista (SP)                                | 909.853                | 9,65      | 15     | 955.633   | 9,09       | 14     | -0,56      | -1         |   |
| Partit del Treball (PvdA)                             | 2.340.750              | 24,84     | 38     | 599.699   | 5,70       | 9      | -19,14     | -29        |   |
| Unió Cristiana (CU)                                   | 294.586                | 3,13      | 5      | 356.271   | 3,39       | 5      | +0,26      | 0          |   |
| Partit pels Animals (PvdD)                            | 182.162                | 1,93      | 2      | 335.214   | 3,19       | 5      | +1,26      | +3         |   |
| 50PLUS (50+)                                          | 177.631                | 1,88      | 2      | 327.131   | 3,11       | 4      | +1,23      | +2         |   |
| Partit Polític Reformat (SGP)                         | 196.780                | 2,09      | 3      | 218.950   | 2,08       | 3      | -0,01      | 0          |   |
| DENK (DENK)                                           | -                      | -         | -      | 216.147   | 2,06       | 3      | +2,06      | +3         |   |
| Fòrum per a la Democràcia (FVD)                       | -                      | -         | -      | 187.162   | 1,78       | 2      | +1,78      | +2         |   |
| VoorNederland                                         | -                      | -         | -      | 38.209    | 0,36       | 0      | +0,36      |            |   |
| Piratenpartij                                         | 30.600                 | 0,32      | 0      | 35.478    | 0,34       | 0      | +0,02      |            |   |
| Artikel 1                                             | -                      | -         | -      | 28.700    | 0,27       | 0      | +0,27      |            |   |
| Nieuwe Wegen                                          | -                      | -         | -      | 14.362    | 0,14       | 0      | +0,14      |            |   |
| OndernemersPartij                                     | -                      | -         | -      | 12.570    | 0,12       | 0      | +0,12      |            |   |
| Lokaal in de Kamer                                    | -                      | -         | -      | 6.858     | 0,07       | 0      | +0,07      |            |   |
| Niet Stemmers                                         | -                      | -         | -      | 6.025     | 0,06       | 0      | +0,06      |            |   |
| De Burger Beweging                                    | -                      | -         | -      | 5.221     | 0,05       | 0      | +0,05      |            |   |
| GeenPeil                                              | -                      | -         | -      | 4.945     | 0,05       | 0      | +0,05      |            |   |
| Jezus Leeft                                           | -                      | -         | -      | 3.099     | 0,03       | 0      | +0,03      |            |   |
| Vrijzinnige Partij                                    | -                      | -         | -      | 2.938     | 0,03       | 0      | +0,03      |            |   |
| Libertarische Partij                                  | 4.163                  | 0,04      | 0      | 1.492     | 0,01       | 0      | -0,03      |            |   |
| MenS / BP / V-R                                       | 18.310                 | 0,19      | 0      | 726       | 0,01       | 0      | -0,18      |            |   |
| StemNL                                                | -                      | -         | -      | 527       | 0,01       | 0      | +0,01      |            |   |
| Vrije Democratische Partij                            | -                      | -         | -      | 177       | 0,00       | 0      | +0,00      |            |   |
| Altres partits de 2012                                | Altres partits de 2012 | 35.582    | 0,38   | 0         | -          | -      | -0,38      | 0          |   |
| Total                                                 | Total                  | 9.424.235 | 100    | 150       | 10.516.041 | 100    | 150        | 0          | 0 |